# حساسیت و ویژگی
حساسیت و ویژگی (به انگلیسی: Sensitivity and specificity) دو شاخص برای ارزیابی یک دسته‌بند دودویی هستند.
به طور شهودی، ما نسبت به موضوعاتی که عواقب سنگینی دارند حساسیت نشان می‌دهیم؛ اما برای نیازهای جزئی که هزینه زیادی دارند، ویـژگـی نشان می‌دهیم.

## تعریف پزشکی
حساسیت معیاری است که نشان می‌دهد یک آزمایش تا چقدر دقیق می‌تواند بیماران واقعی را تشخیص دهد. در مواردی که با یک درمان ساده می‌توان از عواقب دهشتناک جلوگیری کرد، حساسیت بالا تعیین می‌شود، مانند پیش‌آگهی سرطان پستان.
ویـژگـی معیاری است برای اینکه یک آزمایش چقدر دقیق می‌تواند سالم‌های واقعی را غربال کند. در مواردی که بیمار را می‌توان کجدار و مریز نگه داشت، در حالی که هزینه یا عوارض درمان پیشنهادی بسیار زیاد است، مانند تومور خوش‌خیم، ویـژگـی بالایی لازم خواهند داشت.

### مثال
فرضا یک کیت آزمایش ناشناخته داریم. می‌خواهیم دقت آن را به صورت کمی پیدا کنیم. چندتا نمونه داریم و دقیقا می دانیم کدامیک بیمار و کدامیک سالم هستند.
حساسیت: احتمالی که نتیجه آزمایش یک بیمار، مثبت شود.
ویـژگـی: احتمالی که نتیجه آزمایش یک سالـم، منفی شود.

## تعریف آماری
مثبت صحیح (True Positive): شخص بیمار، به درستی بیمار تشخیص داده شود.
مثبت کاذب (False Positive): شخص سالم، به اشتباه بیمار تشخیص داده شود.
منفی صحیح(True Negative): شخص سالم، به درستی سالم تشخیص داده شود.
منفی کاذب(False Negative): شخص بیمار، به اشتباه سالم تشخیص داده شود.
به بیان ریاضی، حساسیت حاصل تقسیم موارد مثبت واقعی به حاصل جمع موارد مثبت واقعی و موارد منفی کاذب است.
{\displaystyle {\text{sensitivity}}={\frac {\text{number of true positives}}{{\text{number of true positives}}+{\text{number of false negatives}}}}}
به همین شکل، تشخیص حاصل تقسیم موارد منفی واقعی به حاصل جمع موارد منفی واقعی و مثبت کاذب است.
{\displaystyle {\text{specificity}}={\frac {\text{number of true negatives}}{{\text{number of true negatives}}+{\text{number of false positives}}}}}
حساسیت و تشخیص یک آزمایش تنها به ماهیت آزمایش و نمونه‌ای که آزمایش در آن استفاده می‌شود بستگی دارد. با این حال، فقط با استفاده از حساسیت و ویژگی نمی‌توان نتیجه یک آزمایش را تعبیر کرد. به عنوان مثال، اگر نتیجه آزمایش خون یک بیمار حاکی از ابتلای وی به یک بیماری باشد و این آزمایش حساسیت ۹۰ درصد و ویژگی ۹۶ درصد داشته باشد، پزشک نمی‌تواند فقط با داشتن این دو مشخص کند که چند درصد احتمال دارد که بیمار واقعاً به آن بیماری مبتلا باشد. برای چنین منظوری، باید ارزش اخباری مثبت (یا ارزش اخباری منفی در صورت منفی بودن نتیجه آزمایش) را در نظر گرفت. ارزش اخباری یک آزمایش، علاوه بر ماهیت آزمایش و نمونه، به شیوع پدیدهٔ مورد آزمایش در جامعهٔ آماری هم بستگی دارد.

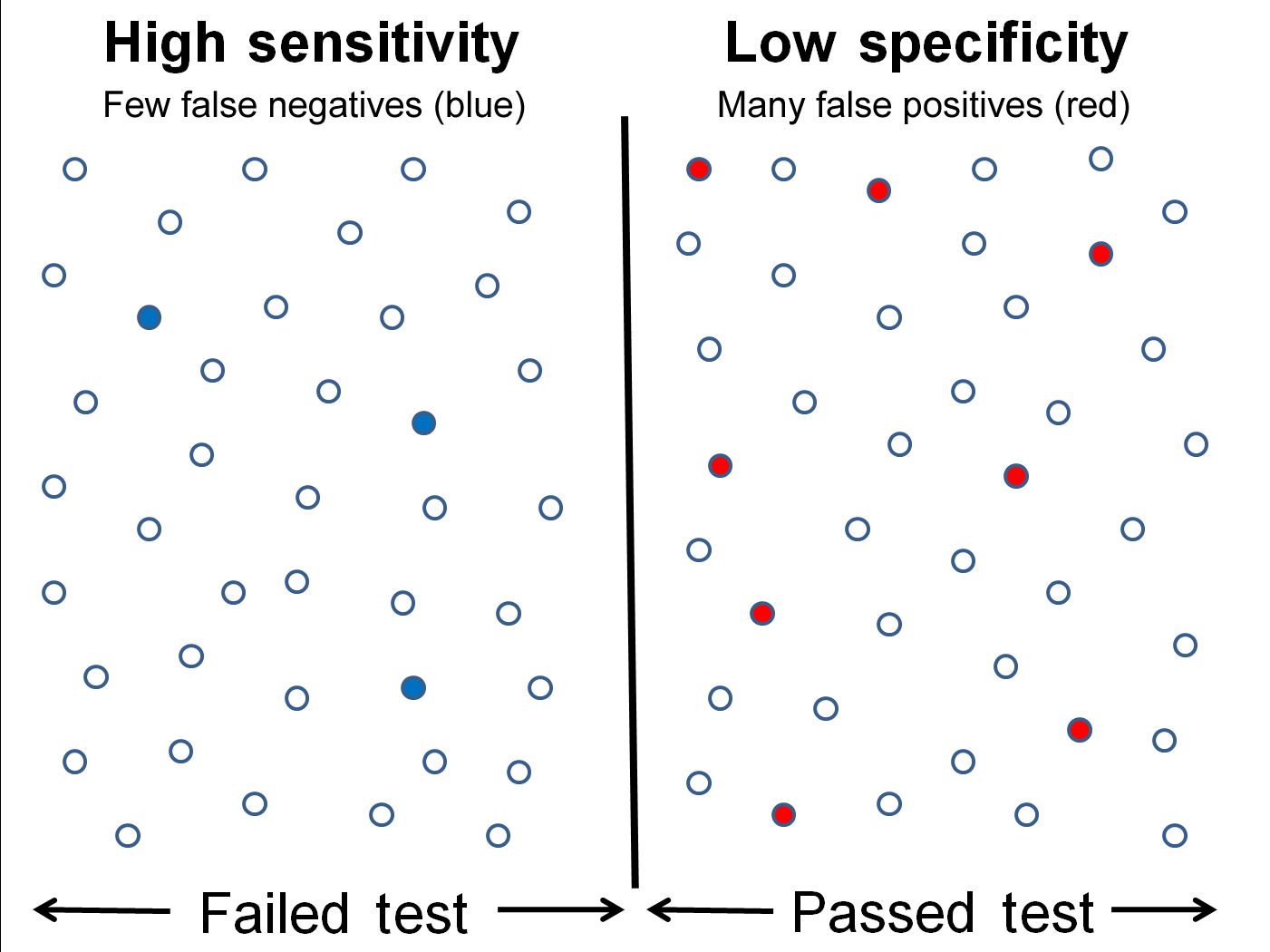
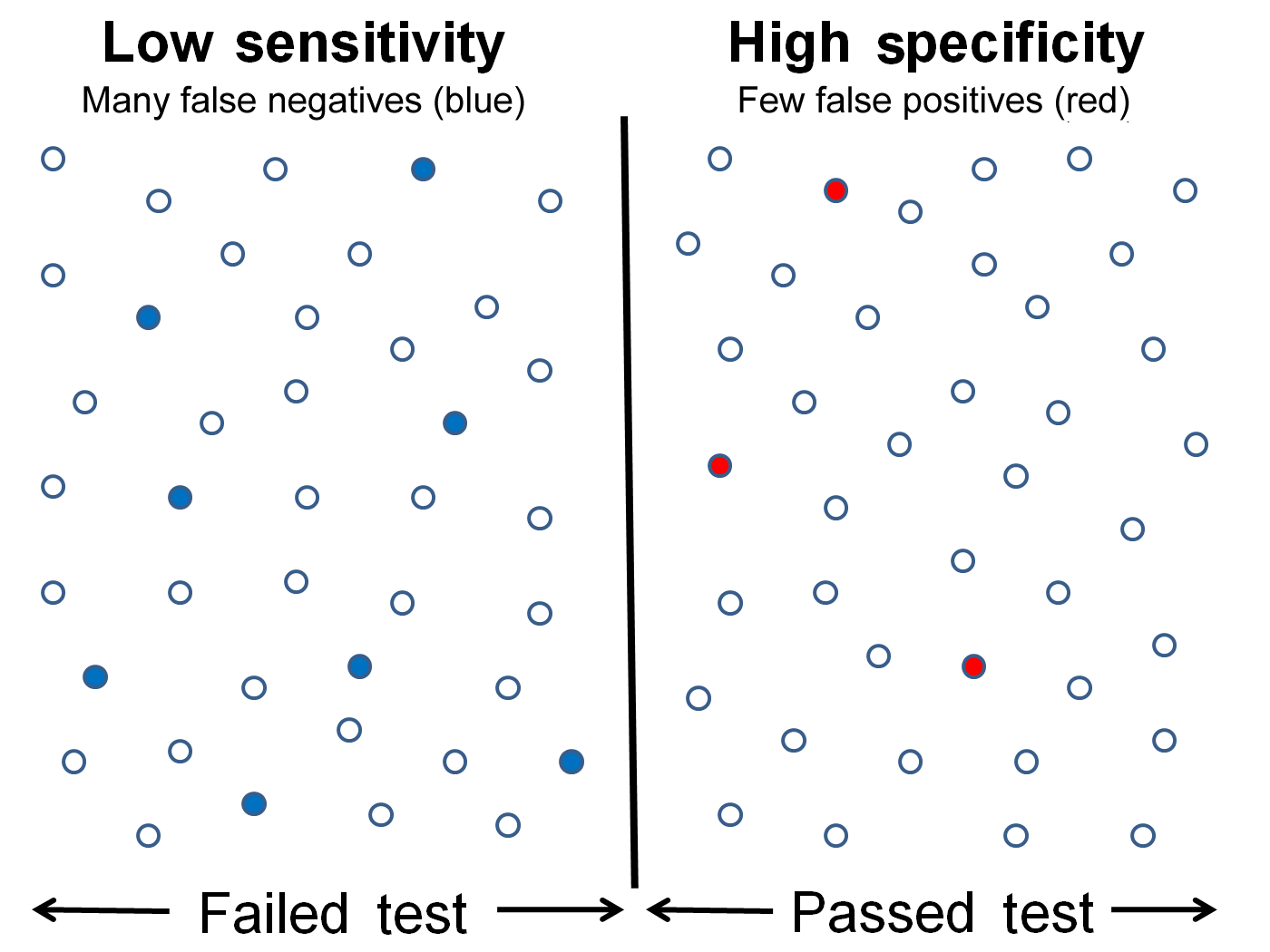

{\displaystyle {\text{positive predictive value}}={\frac {\text{number of true positives}}{{\text{number of true positives}}+{\text{number of false positive}}}}}
{\displaystyle {\text{negative predictive value}}={\frac {\text{number of true negatives}}{{\text{number of true negatives}}+{\text{number of false negative}}}}}

## تعریف آزمایشگاهی
"حساسیت تحلیلی" به عنوان کوچکترین مقدار ماده در یک نمونه تعریف می شود که می تواند به طور دقیق توسط یک سنجش (مترادف با حد تشخیص) اندازه گیری شود. "ویژگی تحلیلی" به عنوان توانایی یک سنجش برای اندازه گیری یک ارگانیسم یا ماده خاص به جای سایرین تعریف می شود.